# Diagnostyczny i statystyczny podręcznik zaburzeń psychicznych
Diagnostyczny i statystyczny podręcznik zaburzeń psychicznych, DSM (ang. Diagnostic and statistical manual of mental disorders) – podręcznik z klasyfikacją zaburzeń psychicznych wydawany przez Amerykańskie Towarzystwo Psychiatryczne.

## Kolejne wersje
- DSM-I (1952)[1][2]
- DSM-II (1968)[2][3]
- DSM-III (1980)[4]
- DSM-III-R (Revision, 1987)[5]
- DSM-IV (1994)[6]
- DSM-IV-TR (Text Revision, 2000)[7]
- DSM-5 (2013)[8]
- DSM-5-TR (Text Revision, 2022)[9]